# Ресторан „Последња шанса”
„Последња шанса“ је ресторан у Ташмајданском парку, у Београду.

## Локација
На адреси Ташмајдански парк бб, у близини цркве Светог Марка, изнад спортског центра "Ташмајдан", смештен је ресторан италијанско-медитеранске кухиње - "Последња шанса".

## Историја
Као важно састајалиште ова кафана ушла је у историју града још шездесетих година, када је носила назив "Таш кафе", а изгледала је мање угледно него данас. Тада је кафаном управљало полувојно угоститељско предузеће „Стадион”. Касније је дограђен још један ресторански део. Шездесетих и седамдесетих година прошлог века само је ова кафана радила непрекидно, током целе ноћи, па је назив "Последња шанса" био потпуно у складу са наменом ресторана. Тако је било све до 1982. године, када је престала да буде једина градска кафана која ради ноћу, а то су постале кафане "Градски подрум" и "Бели град". Тада је ресторан назван "Шанса", али је, на захтев посетилаца, враћен стари назив.
То је ресторан где баке, деке, очеви и мајке воде унуке и децу на шампиту и лимунаду након играња у Ташмајданском парку. Гости су били и ученици оближње Пете београдске гимназије и студенти више факултета. 
У овом мирном локалу седеле су урбане легенде Београда попут Душана Прелевића, Драгана Николића, Зорана Радимиловића, Петра Краља, Бате Живојиновића, Драгомира Гидре Бојанића, Павла Вујисића, Миодрага Петровића Чкаље и многих других. „Васко Попа је, рецимо, седео у ’Последњој шанси‘, а данас се слабо ко у Србији сећа Васка Попе. Прошло је 30 година како га нема, а нека места где су седели такви људи престају да буду битна“, истиче новинар РТС-а Горислав Папић у интервјуу за Спутник Србија. Мада, помињу се обећања да када буде окончан судски спор око новог закупа кафане, у башти ресторана биће постављен споменик Васку Попи како је већ раније најављивано. И име ресторана, верују у „Ташу”, остаће исто.
Маестрални новинар и легенда Миро Радојчић долазио је искључиво током дана. Касније стиже генерација Предрага Милојевића, затим Бране Црнчевића, Милорада Павића. Пијаниста Андреја Прегер долазио је са женом Гитом, а тада је већ имао 104 године... Дуго је био обичај матураната да после прославе матурске вечери обавезно долазе у "Последњу шансу" због продуженог радног времена.

## Занимљивости
Једино на зиду ове кафане крупним словима пише подсетник да је овде прочитан хатишериф 1830. године, којим је Србији најзад дозвољено да "продише" после вековне турске власти. Тако важан историјски догађај није обележен никаквим спомеником, осим овим, који постоји на централном месту кафане "Шанса". Урадила га је још седамдесетих година уметница Ђурђина Ђорђевић.
ХИТ композиција Боре Ђорђевића и "Рибље чорбе" - "Последња песма за тебе", у којој гостују Мирјана Бобић Мојсиловић и Никола Ђуричко снимљена је "Шанси".